# Felipe Estevão
Felipe Estevão (Criciúma, 30 de junho de 1989) é um político catarinense.
Nas eleições de 7 de outubro de 2018 foi eleito deputado estadual de Santa Catarina para a 19.ª legislatura (2019 — 2023), pelo Partido Social Liberal (PSL).